# 一票の格差
一票の格差（いっぴょうのかくさ）とは、同一の選挙で選挙区ごとの有権者数あるいは人口数が違うことから、1票の価値あるいは選挙区民一人ひとりの価値が異なることを指摘する言葉。報道機関では「1票の価値」とも表現され、裁判所の判決文や総務省発表資料等では「投票価値の較差」「投票価値の不平等」とも表現されている。

## 法的根拠の未整備による問題点
一票の価値が小さい選挙区では、価値の大きい選挙区で当選した候補者以上の票を得ていても落選するような事態が、一票の格差の象徴的事例のように取り上げられることがある。一票の格差が大きいほどある選挙区で当選した候補者以上の得票をしても別選挙区では落選するような傾向が起こりやすいことは事実ではあるが、何票を取れば当選・落選するという観点はあくまで副次的・二次的な問題にすぎない。一票の格差が極限まで小さい場合でも、有権者数や投票率、無効票による投票総数の違いや候補者数の多寡によって当落の票数は変動するため、ある選挙区で落選した人より少ない獲得票でも別の選挙区では当選する事態が発生しうる。
「一票の格差」における本質は、議会の裁量が選挙制度における一般的な合理性を有するものとは到底考えられない程度に達しているときや限界を超えている場合の、議会の権限と責任において解決すべき問題に対する不作為を指摘し、有権者への権利侵害を問題視するものである。政治家が、自分たち（の選出した人と）で選挙区を区分することに際して、そこに多数決の弊害による恣意が発生していないかが問題とされる。通常は、人口や有権者数は常に流動するものであるから、選挙区を区分する選挙で一票の価値の差が完全になくなることはまずない。多くの国では一定の年数ごとに区割りを見直すことが法制化され、その年限以内に発生した価値の差程度は容認するものとしているものの、その事務の煩雑さも含めて問題とされている。行政区から独立した選挙区の設定を認めると、区割りの自由度が格段に増大することで格差を劇的に縮小できる反面、恣意的にゲリマンダーを行ったり、その疑いを持たれることも多くなる。逆に、中華人民共和国では、1995年の選挙法改正まで、8倍にのぼる都市と農村との間の一票の格差は、法運用上は問題にならなかった。
このように、問題となる格差・ならない価値の差は各国の法運用によって異なり、格差自体は問題にならなくても、格差を測る基準を定める法運用が問題視されることがある。中華人民共和国では、格差自体は問題にならなかったが、格差問題の有無を判断する法運用の方が問題とされ、2010年に農村と都市の間の格差を是正する法運用に改められた。

## 区割りの指標
人口数
比較調査した60か国のうち53％が指標としている。選出議員および非有権者（子供など）を含む全ての住民（国民）の代表とする考え方に基づく。人口数の格差の許容限度については、具体的な数値的基準を設けている国は25%である。
米国のように、下院議員選挙の場合のみ、米国憲法第1条第2節各項および各州での規定に従って人口数を等しくすることをその州内での選挙区割りの基準としている国もある（これは、米国建国時、人頭税主体であったために「代表なくして課税なし」の大原則から各州の人口数に比例した議員選出による議院も必要であると考えられたために過ぎない。米国独立宣言以来の対等原則 (equality) がその理由では決してない。その証拠に、同じ時期に定められた米国上院議員選挙では、米国憲法第1条第3節各項により、州の人口数ではなく、州という各々特色ある人間集団をこそ対等に扱うべきだ、その州の代表たちをこそ対等に扱うべきだという趣旨の別の大原則によって各州同じ2名の上院議員を選出しなければならないという議席配分があらかじめ憲法で明記されている。なお、この後者の大原則のほうが、米国ニューヨーク市に本部がある国際連合 (United Nations) から日本国内の全国知事会や裁判所数に至るまで、全世界的に広く採用されている原理である）。
韓国では、各選挙区の人口数が全国平均の上下50％を超えると違憲とする判例がある。
日本では、憲法43条1項「両議院は、全国民を代表する選挙された議員でこれを組織する」の「全国民」という規定により、非有権者全員を含む人口数を選挙区割りの一つの重要な基準としている。衆議院議員選挙（小選挙区、比例代表選挙区）では、公職選挙法9条、10条、30条の2から30条の16、及び衆議院議員選挙区画定審議会設置法3条の規定で、在外居留日本国民を含む「日本国民」のみの人口数を対象としている。2016年以降、いわゆるアダムズ方式で議員一人当りの「日本国民」のみの人口数の均衡を図ることを規定している。参議院議員選挙（選挙区）及び地方公共団体の議員選挙では、公職選挙法14条、15条の規定により、人口（外国人を含む。）を基準としてその均衡を図ることとしている。
有権者数
60か国のうち34％が指標としている。選出議員を有権者の代表とする考え方に基づく。イギリスではこの説に基づき選挙区の区割りが行われる。オーストラリアでは、将来予測有権者数もふまえた区割りをしなければならない。シンガポールのように各選挙区の1議席当たり有権者数を全国平均の上下30％以内まで、韓国のように全国平均の上下50％以内まで認める国もある。
日本では裁判においては有権者数によって判断されている。
投票者数
選出議員は実際に投票した有権者の代表とする考え方に基づく。ドイツでは、この説に基づき、州選挙区の投票数に応じて開票後に定数配分が行われる。
その他
行政区画や自然境界など地理的な要素を区割りに反映する国も多い。人口密度や過疎の度合いに考慮する国も12か国ある。地理的な要素としては、隣接性（contiguity）と緊密性（compactness）が考慮の対象となる国が多い。

## 各国における一票の格差

### 日本
日本では「都市部有権者への権利侵害」と批判する言葉としても用いられる。都市部への人口流入・地方の人口減が止まらず、都市と地方の人口格差がさらに広がっている中で一票の格差是正するには地方の議員削減・都市部の議員増加をしていくことになるため、是正反対派は「地方切り捨て」と反対している。だが、日本国憲法第43条に議員は「全国民を代表する選挙された」者と規定されているため、それを改正しない限り反対意見があっても避けて通れない。
また、日本では、区割りを作ってきた自由民主党が農村部で強く、対する野党が都市部で強いという傾向があり、野党支持者から選挙そのものへの不信感が大きく、1972年12月の衆院選で1976年4月に違憲判決が出る以前より、何度も国政選挙の違憲無効確認が提訴されている。衆議院・参議院は、これまで人口（有権者数）が多い地域での議員選出数を増加させたり、人口（有権者数）が少ない地域での議員選出数を減少させたり、区割りを変更したりして一票の格差を是正することに取り組んできた。しかし、政党や国会議員の利害が絡む問題であり、選挙制度改革とも関連して、調整は必ずしも容易ではないため、十分な調整がなされていないと指摘され、抜本的な対策をおこなうべきとする意見もある。
1976年4月30日の東京高裁判決では、一票の格差に絡む選挙訴訟について『「投票の価値」とは、選挙人の投票する権利の価値を選挙人の側から評価した概念であると解することができるところ、それは、畢竟、選挙人の投票が自己の選出しようとする候補者の当選をもたらす可能性の度合い（逆にいえば、死票とならない可能性の度合い）であるということができる』としており、いかにして死票を減らすかという政治的課題についても言及している。
2009年以前と以降とで、最高裁判所の判断に変化が見られる。2009年以前は著しい格差（衆議院で3倍、参議院で6倍ほど）のみを違憲ないし違憲状態としていたが、2009年以降は、一票の格差是正を積極的に促す判決を下していて、その全てが違憲状態の判決である。ただし、定数配分を違憲ないし違憲状態とする判決においても、事情判決の法理によって、選挙そのものは有効と判断されている。なお、投票価値の不平等が一般的に合理性を欠く状態が違憲状態であり、これが合理的な期間内に是正されない場合に違憲であるとされている。また、2009年以前は一票の格差を問題視する住民は最大格差となっている選挙区で一票の格差を訴訟を提起していたが、2009年以降は一票の格差を問題視する住民は最大格差となっている選挙区のみの訴訟だけではなく、各高等裁判所管内の選挙区でも一票の格差の訴訟を提起し、各高裁において違憲又は違憲状態判決の数を背景に最高裁に判断を迫るという手法を取ってきている。公職選挙法第33条の2第7項で一票の格差に関する無効訴訟中は補欠選挙が行えないが、訴訟対象の選挙区が多くなったため、補欠選挙が早期に実施できない事態を招きやすい結果となっている。

#### 衆議院の「一票の格差」問題
1947年以降の中選挙区制時代の衆議院では格差を解消するために選挙制度審議会の答申等を受けて、議員定数等について1964年に「19増」（1967年1月の第31回衆議院議員総選挙で適用）、1975年に「20増」（1976年12月の第34回衆議院議員総選挙で適用）、1986年に「8増7減」（同年7月の第38回衆議院議員総選挙で適用）、1992年に「9増10減」（1993年7月の第40回衆議院議員総選挙で適用）の是正が行われた。
1994年に小選挙区制が導入されて「300選挙区再編」されて以降は、選挙区画定審議会を設置し、格差が2倍以上にならないことを目標にしているが、これは達成されていない。都道府県にまず議席を配分する基礎配分方式（1人別枠方式）と最大剰余方式を組み合わせていることが障害となっており、現状の方式を続ける限り実現は難しい。1人別枠方式は、結果的に人口の少ない地域の一票の重みを増大させており、票の格差を巡る裁判の判決において格差の要因であると指摘されている。一票の格差を解消するため、2002年に「5増5減」の是正が実施された。
2000年国勢調査に基づく選挙区改定で、同審議会は
1. 都道府県ごとの議席配分に増減が生じた場合
2. 都道府県ごとの議席配分に増減が生じなかった場合は選挙区の人口が議員1人当たりの人口（全国平均）の3分の4（1.333…）を上回った選挙区あるいは3分の2（0.666…）を下回った選挙区が存在した場合
3. 市町村合併があった場合で市町村ごとに選挙区の分断現象が生じた場合

を対象に主な見直しを行った。その結果、改定時においても1人別枠方式の存在により都道府県ごとの議員1人当たりの人数が議員1人当たりの人口（全国平均）の3分の2を下回る県が生じてしまい、改定時から必然的に議員一人当たりの2倍以上の格差が生じることとなった。
1人別枠方式について、2011年3月に最高裁判所大法廷は、導入当時（1994年）の激変緩和のための経過措置としては容認しうるものの、2009年総選挙の時点においてもはや合理性を有しておらず、日本国憲法に違反しているとの判断を行った。なお、議員1人当たりの人口（全国平均）の3分の4を上回った選挙区、あるいは3分の2を下回った選挙区という基準で選挙区の改定を行っているのは、同枠内に仮にすべての選挙区の人口が収まれば、1票の格差が2倍以内にとどまることになるからである。
2011年3月の最高裁判決を受けて、選挙区是正が焦点となったが、各政党が自党に有利な選挙制度にする思惑から、様々な駆け引きが行われたため、国会で法改正が進まなかった。最高裁判決から1年6ヶ月後の2012年11月16日に、小選挙区の1人別枠方式の規定削除と「0増5減」の選挙区見直しを定めた改正公職選挙法が成立した。しかし、1人別枠方式は実質的に残されている。
2012年12月16日に投開票された第46回衆議院議員総選挙には、新たな選挙区の線引きが間に合わないため、2009年総選挙の違憲状態が解消されない状態で行われた。これにより、2013年3月25日に広島高等裁判所に訴えのあった広島県第1区・広島県第2区について、約半年の猶予期間を経てから選挙無効の効力生じる手法を用いて、国選選挙において戦後初の選挙無効判決が出て（従来は全て「違憲状態又は違憲だが選挙は有効」という判決であった）、翌3月26日には広島高等裁判所岡山支部に訴えのあった岡山県第2区について、猶予期間なしに選挙無効判決が出た。しかし、2013年11月20日に最高裁判所大法廷は「違憲状態」としながらも、選挙自体は有効である判決を下した。
2017年6月9日、小選挙区数を6つ削減し、13都道府県でも1票の格差が2倍未満になるように「0増6減」の選挙区見直しを定めた法案が国会で成立した。
しかし、2018年12月27日総務省が発表した「平成30年9月登録日現在選挙人名簿及び在外選挙人名簿登録者数」によれば、衆議院小選挙区別登録者数は、最多が東京都第13区476,662人、最少が鳥取県第1区237,823人となり、登録者数の最大格差が2.004倍となり、2倍を超えた。翌年以降発表の同統計においても、2倍を超えた状態となっている。
2022年11月18日、1票の格差を1.999倍に収めるためにアダムズ方式を導入し、小選挙区を「10増10減」する法案が国会で成立した。
| 年                               | 最多選挙区                | 人数                      | 最少選挙区                | 人数                      | 2倍超区数                 | 最大格差                  |
| (大選挙区，議員1人あたり)        | (大選挙区，議員1人あたり) | (大選挙区，議員1人あたり) | (大選挙区，議員1人あたり) | (大選挙区，議員1人あたり) | (大選挙区，議員1人あたり) | (大選挙区，議員1人あたり) |
| -------------------------------- | ------------------------- | ------------------------- | ------------------------- | ------------------------- | ------------------------- | ------------------------- |
| 第22回衆議院議員総選挙（1946年） | 東京都第1区               | 133,730                   | 愛媛県全県区              | 85,207                    | 0                         | 1.5694倍                  |
| (中選挙区，議員1人あたり)        |                           |                           |                           |                           |                           |                           |
| 第23回衆議院議員総選挙（1947年） | 東京都第1区               | 115,122                   | 愛媛県第1区               | 70,103                    | 0                         | 1.6422倍                  |
| 第24回衆議院議員総選挙（1949年） | 東京都第1区               | 146,585                   | 群馬県第1区               | 70,135                    | 1                         | 2.0901倍                  |
| 第25回衆議院議員総選挙（1952年） | 東京都第1区               | 188,162                   | 群馬県第1区               | 73,578                    | 43                        | 2.5573倍                  |
| 第26回衆議院議員総選挙（1953年） |                           |                           |                           |                           |                           |                           |
| 第27回衆議院議員総選挙（1955年） |                           |                           |                           |                           |                           |                           |
| 第28回衆議院議員総選挙（1958年） |                           |                           |                           |                           |                           |                           |
| 第29回衆議院議員総選挙（1960年） |                           |                           |                           |                           |                           |                           |
| 第30回衆議院議員総選挙（1963年） |                           |                           |                           |                           |                           |                           |
| 第31回衆議院議員総選挙（1967年） |                           |                           |                           |                           |                           |                           |
| 第32回衆議院議員総選挙（1969年） |                           |                           |                           |                           |                           |                           |
| 第33回衆議院議員総選挙（1972年） | 千葉県第1区               | 394,950                   | 兵庫県第5区               | 79,172                    |                           | 4.987倍                   |
| 第34回衆議院議員総選挙（1976年） |                           |                           |                           |                           |                           | 3.50倍                    |
| 第35回衆議院議員総選挙（1979年） |                           |                           |                           |                           |                           | 3.94倍                    |
| 第36回衆議院議員総選挙（1980年） |                           |                           |                           |                           |                           | 4.40倍                    |
| 第37回衆議院議員総選挙（1983年） |                           |                           |                           |                           |                           |                           |
| 第38回衆議院議員総選挙（1986年） |                           |                           |                           |                           |                           |                           |
| 第39回衆議院議員総選挙（1990年） |                           |                           |                           |                           |                           |                           |
| 第40回衆議院議員総選挙（1993年） | 東京都第7区               | 317,369                   | 愛媛県第3区               | 112,521                   |                           | 2.82倍                    |
| (小選挙区)                       |                           |                           |                           |                           |                           |                           |
| 第41回衆議院議員総選挙（1996年） | 神奈川県第14区            | 446,970                   | 島根県第3区               | 192,999                   | 62選挙区                  | 2.316倍                   |
| 第42回衆議院議員総選挙（2000年） | 神奈川県第14区            | 471,445                   | 島根県第3区               | 191,241                   | 87選挙区                  | 2.465倍                   |
| 第43回衆議院議員総選挙（2003年） | 千葉県第4区               | 459,501                   | 徳島県第1区               | 213,689                   | 27選挙区                  | 2.150倍                   |
| 第44回衆議院議員総選挙（2005年） | 東京都第6区               | 465,181                   | 徳島県第1区               | 214,235                   | 33選挙区                  | 2.171倍                   |
| 第45回衆議院議員総選挙（2009年） | 千葉県第4区               | 487,837                   | 高知県第3区               | 211,750                   | 45選挙区                  | 2.304倍                   |
| 第46回衆議院議員総選挙（2012年） | 千葉県第4区               | 495,212                   | 高知県第3区               | 204,196                   | 72選挙区                  | 2.425倍                   |
| 第47回衆議院議員総選挙（2014年） | 東京都第1区               | 492,025                   | 宮城県第5区               | 231,081                   | 13選挙区                  | 2.129倍                   |
| 第48回衆議院議員総選挙（2017年） | 東京都第13区              | 472,423                   | 鳥取県第1区               | 238,771                   | 0選挙区                   | 1.979倍                   |
| 第49回衆議院議員総選挙（2021年） | 東京都第13区              | 480,247                   | 鳥取県第1区               | 230,959                   | 29選挙区                  | 2.079倍                   |
| 第50回衆議院議員総選挙（2024年） | 北海道第3区               | 460,689                   | 鳥取県第1区               | 223,713                   | 10選挙区                  | 2.059倍                   |

| 年                                   | 最多選挙区     | 人数    | 最少選挙区  | 人数    | 2倍超区数 | 最大格差 |
| ------------------------------------ | -------------- | ------- | ----------- | ------- | --------- | -------- |
| 1995年（平成7年）                    | 神奈川県第14区 | 570,597 | 島根県第3区 | 247,147 | 60選挙区  | 2.309倍  |
| 2000年（平成12年） ※2002年区割変更前 | 神奈川県第7区  | 607,520 | 島根県第3区 | 236,103 | 95選挙区  | 2.573倍  |
| 2000年（平成12年） ※2002年区割変更後 | 兵庫県第6区    | 558,958 | 高知県第1区 | 270,755 | 9選挙区   | 2.064倍  |
| 2005年（平成17年）                   | 千葉県第4区    | 569,835 | 高知県第3区 | 258,681 | 48選挙区  | 2.203倍  |
| 2010年（平成22年） ※2013年区割変更前 | 千葉県第4区    | 609,040 | 高知県第3区 | 241,265 | 97選挙区  | 2.524倍  |
| 2010年（平成22年） ※2013年区割変更後 | 東京都第16区   | 581,677 | 鳥取県第2区 | 291,103 | 0選挙区   | 1.998倍  |
| 2015年（平成27年） ※2017年区割変更前 | 北海道第1区    | 589,501 | 宮城県第5区 | 270,871 | 31選挙区  | 2.176倍  |
| 2015年（平成27年） ※2017年区割変更後 | 神奈川県第16区 | 554,516 | 鳥取県第2区 | 283,502 | 0選挙区   | 1.956倍  |
| 2020年（令和2年） ※2022年区割変更前  | 東京都第22区   | 574,264 | 鳥取県第2区 | 273,973 | 23選挙区  | 2.096倍  |
| 2020年（令和2年） ※2022年区割変更後  | 福岡県第2区    | 547,664 | 鳥取県第2区 | 273,973 | 0選挙区   | 1.999倍  |

#### 参議院の「一票の格差」問題
参議院は改革協議会の下に専門委員会を設置し議論しているが、衆議院に比べて是正は遅れている。参議院の場合は都道府県単位の選挙区設定と半数改選のため選挙区選出議員の定数設定が偶数に限られる事情から一票の格差について構造的問題を抱えている。1947年の第1回参院選時における最大の一票の格差の事例は宮城県選挙区（定数2）と鳥取県選挙区（定数2）の格差が2.62倍であった。1994年に「8増8減」、2000年に「0増6減」、2006年と2012年に「4増4減」を実施した。2018年7月18日には「2増」する法案が第196回国会で成立し、2019年の参議院議員選挙から適用された。
解決策として、例えば、大幅な定数増加によって選挙区定数配分の柔軟性を向上させ有権者数の多い都道府県選挙区の定数を重点的に増やす案、有権者数が少ない県を中心に選挙区を合区する案、有権者数が多い都道府県を分区する案、6年間で1人しか選出議員を出さない県（その議員が非改選の時は県内で選挙を行わない）を作る奇数配分解禁案、さらに多くの都道府県選挙区を合区した上での地方ブロック単位の大選挙区制案ないしは比例代表制案等のより大きな改革も検討されてきたが、各議員の事情や政党間の利害の対立もあって進展していない。
大幅な定数増加により選挙区定数配分の柔軟性を向上させ有権者数の多い都道府県選挙区の定数を重点的に増やす場合、当該都道府県選挙区の改選数が大幅に増えることから候補者が乱立し、有権者にわかりづらくなる懸念がある。例えば、有権数が最も少ない鳥取県選挙区と最も多い東京都選挙区の間の格差を是正するためには、鳥取県選挙区の改選数1人に対し、東京都選挙区では改選数を少なくとも20人以上に設定する必要がある。また、国庫財政危機の中での議員定数の大幅増加に対しては議員歳費増加批判が起こりかねないといった事情もあり、定数増加は積極的な案としては盛り込まれていない。有権者数が多い都道府県を分区する案は候補者乱立懸念を減らすことができるものの、都道府県単位を基調とする選挙制度を崩すことになることや前述のように議員歳費増加批判が起こることもあり、積極的な案として盛り込まれていない。
都道府県単位の選挙区設定について有権者数の少ない選挙区を合区すると一票の格差が是正されるため、そうした合区もたびたび提唱されるが、これには賛否両論がある。過去には最高裁では1977年参院選に関する1983年判決では「都道府県が歴史的にも政治的、経済的、社会的にも独自の意義と実体を有し一つの政治的まとまりを有する単位としてとらえうることに照らし、これを構成する住民の意思を集約的に反映させるという意義ないし機能を加味しようとしたものである」とし、2001年参院選に関する2004年判決の法廷意見に付された5名の判事による補足意見では「（合区した場合には）地域社会の歴史的成り立ちや政治的、経済的、社会的な結び付き、地域住民の住民感情等からかけ離れた選挙区割りとなり、政治的にまとまりのある単位を構成する住民の意思を集約的に反映させることにより地方自治の本旨にかなうようにしていこうとする従来の都道府県単位の選挙区が果たしてきた意義ないし機能が果たされなくなるおそれがある」とそれぞれ述べられており、合区が行われない現状に理解を示していた。
しかし、2010年参院選に関する最高裁の2012年判決では「（都道府県を）参議院議員の選挙区の単位としなければならないという憲法上の要請はなく、むしろ、都道府県を選挙区の単位として固定する結果、その間の人口較差に起因して投票価値の大きな不平等状態が長期にわたって継続していると認められる状況の下では、上記の仕組み自体を見直すことが必要になるものといわなければならない」「人口の都市部への集中による都道府県間の人口較差の拡大が続き、総定数を増やす方法を採ることにも制約がある中で、このような都道府県を各選挙区の単位とする仕組みを維持しながら投票価値の平等の実現を図るという要求に応えていくことは、もはや著しく困難な状況に至っているものというべきである」「単に一部の選挙区の定数を増減するにとどまらず、都道府県を単位として各選挙区の定数を設定する現行の方式をしかるべき形で改めるなど、現行の選挙制度の仕組み自体の見直しを内容とする立法的措置を講じ、できるだけ速やかに違憲の問題が生ずる前記の不平等状態を解消する必要がある」として、都道府県単位を選挙区とする選挙制度に否定的見解を述べた。
かつては定数2の選挙区が定数4の選挙区より有権者が多い逆転現象も存在していた。
参議院に関しては、アメリカ合衆国上院の制度のように、各都道府県から同人数の代表を選出する方式を採用すべきだという意見もある。これは1946年（昭和21年）12月に、地方区選挙制が盛り込まれた参議院選挙法案が貴族院に提出された時の趣旨説明で大村清一内務大臣は「参議院の地方選出議員は地域代表的性格を持つ」と明言していたことから、各都道府県の同価値性を強調することで一票の格差という問題概念を理念的に無視するものである。しかし、この制度を導入すると、国会議員が地域（都道府県）代表としての性質を有することを理由として国民個々のもつ投票価値に大きな差異を生じさせることになるため、憲法第14条の平等権規定と憲法第43条に定められた「国会議員は全国民の代表者」という規定に反するおそれが強いことを指摘されている。そのため、このような制度は憲法改正をしない限り導入しえないともいわれる。
2015年の法改正では2012年の最高裁判決を踏まえて、有権者数の少ない4つの選挙区を2つの合区とすることを含めた「10増10減」が成立し、参議院初の選挙区の合区が実施されたことで、参議院合同選挙区が創設された。
2018年の法改正では「2増0減」が成立した。その際に、2つの参議院合同選挙区が創設されたことにより、参議院に選出されない可能性がある県の代表者を参議院に確実に輩出することを意図した自民党の意向が国会で反映されたことにより、2019年7月の第25回参議院選挙から参議院比例区で政党等の判断で拘束名簿式の「特定枠」として上位に設定することが可能となり（なお、特定枠に掲載された候補者は候補者名を冠した選挙運動を行うことができず、特定枠に掲載された候補者は政党票としてカウントされる）、参議院比例区では拘束名簿式と非拘束名簿式の両方が混合することになり、参議院合同選挙区は参議院比例区の選挙制度にも影響を与えている。
| 選挙区               | 定数 | 登録者数     | 一票の格差（福井地方区との比較） |
| -------------------- | ---- | ------------ | -------------------------------- |
| 北海道選挙区         | 6人  | 4,381,196人  | 2.345                            |
| 青森県選挙区         | 2人  | 1,038,137人  | 1.667                            |
| 岩手県選挙区         | 2人  | 1,003,106人  | 1.611                            |
| 宮城県選挙区         | 2人  | 1,902,055人  | 3.055                            |
| 秋田県選挙区         | 2人  | 805,838人    | 1.294                            |
| 山形県選挙区         | 2人  | 874,904人    | 1.405                            |
| 福島県選挙区         | 2人  | 1,527,122人  | 2.453                            |
| 茨城県選挙区         | 4人  | 2,382,943人  | 1.913                            |
| 栃木県選挙区         | 2人  | 1,601,277人  | 2.572                            |
| 群馬県選挙区         | 2人  | 1,585,435人  | 2.546                            |
| 埼玉県選挙区         | 8人  | 6,153,326人  | 2.471                            |
| 千葉県選挙区         | 6人  | 5,270,471人  | 2.821                            |
| 神奈川県選挙区       | 8人  | 7,727,064人  | 3.102                            |
| 山梨県選挙区         | 2人  | 675,776人    | 1.085                            |
| 東京都選挙区         | 12人 | 11,578,559人 | 3.099                            |
| 新潟県選挙区         | 2人  | 1,821,148人  | 2.925                            |
| 富山県選挙区         | 2人  | 858,949人    | 1.379                            |
| 石川県選挙区         | 2人  | 927,333人    | 1.489                            |
| 福井県選挙区         | 2人  | 622,678人    | 1                                |
| 長野県選挙区         | 2人  | 1,698,127人  | 2.727                            |
| 岐阜県選挙区         | 2人  | 1,619,121人  | 2.6                              |
| 静岡県選挙区         | 4人  | 2,991,684人  | 2.402                            |
| 愛知県選挙区         | 8人  | 6,094,087人  | 2.447                            |
| 三重県選挙区         | 2人  | 1,447,187人  | 2.324                            |
| 滋賀県選挙区         | 2人  | 1,149,016人  | 1.845                            |
| 京都府選挙区         | 4人  | 2,070,821人  | 1.663                            |
| 大阪府選挙区         | 8人  | 7,284,430人  | 2.925                            |
| 兵庫県選挙区         | 6人  | 4,511,400人  | 2.415                            |
| 奈良県選挙区         | 2人  | 1,112,987人  | 1.787                            |
| 和歌山県選挙区       | 2人  | 776,658人    | 1.247                            |
| 岡山県選挙区         | 2人  | 1,537,237人  | 2.469                            |
| 広島県選挙区         | 4人  | 2,278,576人  | 1.83                             |
| 山口県選挙区         | 2人  | 1,106,235人  | 1.777                            |
| 香川県選挙区         | 2人  | 792,895人    | 1.273                            |
| 愛媛県選挙区         | 2人  | 1,108,713人  | 1.781                            |
| 福岡県選挙区         | 6人  | 4,212,120人  | 2.255                            |
| 佐賀県選挙区         | 2人  | 661,758人    | 1.063                            |
| 長崎県選挙区         | 2人  | 1,080,159人  | 1.735                            |
| 熊本県選挙区         | 2人  | 1,429,157人  | 2.295                            |
| 大分県選挙区         | 2人  | 931,931人    | 1.497                            |
| 宮崎県選挙区         | 2人  | 879,418人    | 1.412                            |
| 鹿児島県選挙区       | 2人  | 1,305,505人  | 2.097                            |
| 沖縄県選挙区         | 2人  | 1,177,768人  | 1.891                            |
| 鳥取県・島根県選挙区 | 2人  | 995,321人    | 1.598                            |
| 徳島県・高知県選挙区 | 2人  | 1,180,246人  | 1.895                            |

| 年                                 | 最多選挙区     | 人数      | 最少選挙区   | 人数    | 格差    |
| ---------------------------------- | -------------- | --------- | ------------ | ------- | ------- |
| 第11回参議院議員通常選挙（1977年） | 神奈川県選挙区 | 1,113,463 | 鳥取県選挙区 | 211,507 | 5.264倍 |
| 第12回参議院議員通常選挙（1980年） | 神奈川県選挙区 | 1,171,382 | 鳥取県選挙区 | 217,992 | 5.374倍 |
| 第13回参議院議員通常選挙（1983年） | 神奈川県選挙区 | 1,238,208 | 鳥取県選挙区 | 222,848 | 5.556倍 |
| 第14回参議院議員通常選挙（1986年） | 神奈川県選挙区 | 1,320,491 | 鳥取県選挙区 | 225,601 | 5.853倍 |
| 第15回参議院議員通常選挙（1989年） | 神奈川県選挙区 | 1,431,227 | 鳥取県選挙区 | 229,034 | 6.249倍 |
| 第16回参議院議員通常選挙（1992年） | 神奈川県選挙区 | 1,527,439 | 鳥取県選挙区 | 231,933 | 6.586倍 |
| 第17回参議院議員通常選挙（1995年） | 東京都選挙区   | 1,177,394 | 鳥取県選挙区 | 236,919 | 4.970倍 |
| 第18回参議院議員通常選挙（1998年） | 東京都選挙区   | 1,197,651 | 鳥取県選挙区 | 240,722 | 4.975倍 |
| 第19回参議院議員通常選挙（2001年） | 東京都選挙区   | 1,233,477 | 鳥取県選挙区 | 244,913 | 5.036倍 |
| 第20回参議院議員通常選挙（2004年） | 東京都選挙区   | 1,264,178 | 鳥取県選挙区 | 246,218 | 5.134倍 |
| 第21回参議院議員通常選挙（2007年） | 神奈川県選挙区 | 1,197,275 | 鳥取県選挙区 | 246,434 | 4.858倍 |
| 第22回参議院議員通常選挙（2010年） | 神奈川県選挙区 | 1,215,760 | 鳥取県選挙区 | 242,956 | 5.004倍 |
| 第23回参議院議員通常選挙（2013年） | 北海道選挙区   | 1,149,739 | 鳥取県選挙区 | 241,096 | 4.769倍 |
| 第24回参議院議員通常選挙（2016年） | 埼玉県選挙区   | 1,011,503 | 福井県選挙区 | 328,722 | 3.077倍 |
| 第25回参議院議員通常選挙（2019年） | 宮城県選挙区   | 971,259   | 福井県選挙区 | 323,488 | 3.002倍 |
| 第26回参議院議員通常選挙（2022年） | 神奈川県選挙区 | 962,098   | 福井県選挙区 | 317,564 | 3.030倍 |

| 年                                 | 最多選挙区     | 人数      | 最少選挙区   | 人数    | 格差    |
| ---------------------------------- | -------------- | --------- | ------------ | ------- | ------- |
| 1975年（昭和50年）                 | 神奈川県選挙区 | 1,599,437 | 鳥取県選挙区 | 290,656 | 5.503倍 |
| 1980年（昭和55年）                 | 神奈川県選挙区 | 1,731,087 | 鳥取県選挙区 | 302,111 | 5.730倍 |
| 1985年（昭和60年）                 | 神奈川県選挙区 | 1,857,994 | 鳥取県選挙区 | 308,012 | 6.032倍 |
| 1990年（平成2年）                  | 神奈川県選挙区 | 1,995,098 | 鳥取県選挙区 | 307,861 | 6.481倍 |
| 1995年（平成7年）                  | 東京都選挙区   | 1,471,701 | 鳥取県選挙区 | 307,465 | 4.787倍 |
| 2000年（平成12年）                 | 東京都選挙区   | 1,508,013 | 鳥取県選挙区 | 306,645 | 4.918倍 |
| 2005年（平成17年）                 | 大阪府選挙区   | 1,469,528 | 鳥取県選挙区 | 303,506 | 4.842倍 |
| 2010年（平成22年） ※2012年法改正前 | 神奈川県選挙区 | 1,508,055 | 鳥取県選挙区 | 294,334 | 5.124倍 |
| 2010年（平成22年） ※2012年法改正後 | 兵庫県選挙区   | 1,397,033 | 鳥取県選挙区 | 294,334 | 4.746倍 |
| 2010年（平成22年） ※2015年法改正後 | 埼玉県選挙区   | 1,199,093 | 福井県選挙区 | 403,157 | 2.974倍 |
| 2015年（平成27年） ※総人口         | 埼玉県選挙区   | 1,211,089 | 福井県選挙区 | 393,370 | 3.079倍 |
| 2015年（平成27年） ※日本国民の人口 | 埼玉県選挙区   | 1,193,555 | 福井県選挙区 | 388,646 | 3.071倍 |
| 2015年（平成27年） ※2018年法改正後 | 宮城県選挙区   | 1,166,950 | 福井県選挙区 | 388,646 | 3.003倍 |

#### 地方議会議員選挙での一票の格差
地方議会議員選挙でも一票の格差の問題が取り上げられることがある。なお、公職選挙法第15条により、一票の格差を小さくする旨の規定が設けられている。
しかし、一方で公職選挙法第271条では1966年1月1日時点の選挙区について、当該区域の人口が議員1人当たり人口の半数に達しなくなった場合においても公職選挙法第15条第2項に規定された合区をすることなく当分の間は当該区域をもって1選挙区とする特例選挙区の設置が認められている(1962年の法改正では1962年1月1日時点で島についてのみ特例選挙区の設置を認めていたが、1966年の法改正で島以外にも特例選挙区の設置が認められるようになった)。学説では特例選挙区の設置は島部選挙区のような他の選挙区との合区が著しく困難な場合に限られるとする見解もあるが、最高裁は特例選挙区は都道府県議会の合理的な裁量の行使に委ねられるとする。
1981年東京都議会議員選挙の5.15倍（特別区選挙区の格差）、1983年千葉県議会議員選挙の6.49倍（特例選挙区を含めた全選挙区の格差）、1985年東京都議会議員選挙の3.40倍について、最高裁は違法（事情判決の法理により選挙は有効）と判決を出した。
最高裁は、1987年千葉県議会議員選挙の3.98倍（特例選挙区を含めた全選挙区の格差）について合法、1987年兵庫県議会議員選挙の4.52倍（特例選挙区を含めた全選挙区の格差）について違法状態、1987年岡山県議会議員選挙の3.445倍（特例選挙区を含めた全選挙区の格差）について合法とそれぞれの判決を出した。
1989年東京都議会議員選挙は3.09倍（島部選挙区を除く選挙区の格差）について違法（事情判決の法理により選挙は有効）を出したが、この判決以降に最高裁が地方議会議員選挙に関する一票の格差訴訟で違法（違憲）や違法状態（違憲状態）とする判決を出したことはない。
1991年愛知県議会議員選挙では、例外的に置かれている特例選挙区によって発生した5.02倍の格差について、1993年10月22日に最高裁判所は合法とした。特例選挙区について、1987年千葉県議会議員選挙の最高裁判決では「原則的に議会の裁量権の合理的行使として是認される」「各選挙区の人口を議員一人当たりの人口で割った数（配当基数）が、0.5よりも著しく下回る場合は特例選挙区の設置は認められない」とする判断が示されている。
1997年の東京都議会議員選挙では千代田区を特例選挙区としたことについて、最高裁は「（千代田区は）わが国の政治的、経済的中枢として独自の役割を担っていることを考慮して特例選挙区とされた」「千代田区を特例選挙区としたことが、社会通念上、著しく不合理だとは認められない」として合法とする判決を出している。
特例選挙区は2003年3月1日時点で28選挙区存在したが、2013年9月1日時点で7選挙区となっている。2015年4月7日時点では、特例選挙区は東京都（千代田区選挙区と島部選挙区の2選挙区）と兵庫県（相生市選挙区と養父市選挙区の2選挙区）、北海道（美唄市選挙区の1選挙区）、徳島県（那賀郡選挙区の1選挙区）の6選挙区となっている。
また、2013年の公職選挙法改正の附則で2015年2月28日時点の飛地選挙区については、区域に変更がない限りそのまま維持することが可能とする経過措置が設けられた。

#### 衆議院選挙及び参議院選挙における最高裁判決例
| 対象選挙     | 投票日                     | 判決日                                   | 衆議院 | 衆議院   | 参議院 | 参議院   |
| 対象選挙     | 投票日                     | 判決日                                   | 格差   | 判決     | 格差   | 判決     |
| ------------ | -------------------------- | ---------------------------------------- | ------ | -------- | ------ | -------- |
| 1962年参院選 | 1962年（昭和37年）7月1日   | 1964年（昭和39年）2月5日                 | －     | －       | 4.09   | 合憲     |
| 1971年参院選 | 1971年（昭和46年）6月27日  | 1974年（昭和49年）4月25日（第一小法廷）  | －     | －       | 5.08   | 合憲     |
| 1972年衆院選 | 1972年（昭和47年）12月10日 | 1976年（昭和51年）4月14日                | 4.99   | 違憲     | －     | －       |
| 1976年衆院選 | 1976年（昭和51年）12月5日  | 1979年（昭和54年）12月24日（第二小法廷） | 3.50   | 却下     | －     | －       |
| 1977年参院選 | 1977年（昭和52年）7月10日  | 1983年（昭和58年）4月27日                | －     | －       | 5.26   | 合憲     |
| 1980年衆院選 | 1980年（昭和55年）6月22日  | 1983年（昭和58年）11月7日                | 3.94   | 違憲状態 | －     | －       |
| 1980年参院選 | 1980年（昭和55年）6月22日  | 1986年（昭和61年）3月27日（第一小法廷）  | －     | －       | 5.37   | 合憲     |
| 1983年参院選 | 1983年（昭和58年）6月26日  | 1987年（昭和62年）9月24日（第一小法廷）  | －     | －       | 5.56   | 合憲     |
| 1983年衆院選 | 1983年（昭和58年）12月18日 | 1985年（昭和60年）7月17日                | 4.40   | 違憲     | －     | －       |
| 1986年衆院選 | 1986年（昭和61年）7月6日   | 1988年（昭和63年）10月21日（第二小法廷） | 2.92   | 合憲     | －     | －       |
| 1986年参院選 | 1986年（昭和61年）7月6日   | 1988年（昭和63年）10月21日（第二小法廷） | －     | －       | 5.85   | 合憲     |
| 1990年衆院選 | 1990年（平成2年）2月18日   | 1993年（平成5年）1月20日                 | 3.18   | 違憲状態 | －     | －       |
| 1992年参院選 | 1992年（平成4年）7月26日   | 1996年（平成8年）9月11日                 | －     | －       | 6.59   | 違憲状態 |
| 1993年衆院選 | 1993年（平成5年）7月18日   | 1995年（平成7年）6月8日（第一小法廷）    | 2.82   | 合憲     | －     | －       |
| 1995年参院選 | 1995年（平成7年）7月23日   | 1998年（平成10年）9月2日                 | －     | －       | 4.97   | 合憲     |
| 1996年衆院選 | 1996年（平成8年）10月20日  | 1999年（平成11年）11月10日               | 2.309  | 合憲     | －     | －       |
| 1998年参院選 | 1998年（平成10年）7月12日  | 2000年（平成12年）9月6日                 | －     | －       | 4.98   | 合憲     |
| 2000年衆院選 | 2000年（平成12年）6月25日  | 2001年（平成13年）12月18日（第三小法廷） | 2.471  | 合憲     | －     | －       |
| 2001年参院選 | 2001年（平成13年）7月29日  | 2004年（平成16年）1月14日                | －     | －       | 5.06   | 合憲     |
| 2003年衆院選 | 2003年（平成15年）11月9日  | 2005年（平成17年）9月27日（第三小法廷）  | 2.064  | 却下     | －     | －       |
| 2004年参院選 | 2004年（平成16年）7月11日  | 2006年（平成18年）10月4日                | －     | －       | 5.13   | 合憲     |
| 2005年衆院選 | 2005年（平成17年）9月11日  | 2007年（平成19年）6月13日                | 2.171  | 合憲     | －     | －       |
| 2007年参院選 | 2007年（平成19年）7月29日  | 2009年（平成21年）9月30日                | －     | －       | 4.86   | 合憲     |
| 2009年衆院選 | 2009年（平成21年）8月30日  | 2011年（平成23年）3月23日                | 2.304  | 違憲状態 | －     | －       |
| 2010年参院選 | 2010年（平成22年）7月11日  | 2012年（平成24年）10月17日               | －     | －       | 5.00   | 違憲状態 |
| 2012年衆院選 | 2012年（平成24年）12月16日 | 2013年（平成25年）11月20日               | 2.425  | 違憲状態 | －     | －       |
| 2013年参院選 | 2013年（平成25年）7月21日  | 2014年（平成26年）11月26日               | －     | －       | 4.77   | 違憲状態 |
| 2014年衆院選 | 2014年（平成26年）12月14日 | 2015年（平成27年）11月25日               | 2.129  | 違憲状態 | －     | －       |
| 2016年参院選 | 2016年（平成28年）7月10日  | 2017年（平成29年）9月27日                | －     | －       | 3.08   | 合憲     |
| 2017年衆院選 | 2017年（平成29年）10月22日 | 2018年（平成30年）12月19日               | 1.98   | 合憲     | －     | －       |
| 2019年参院選 | 2019年（令和元年）7月21日  | 2020年（令和2年）11月18日                | －     | －       | 3.00   | 合憲     |
| 2021年衆院選 | 2021年（令和3年）10月31日  | 2023年（令和5年）1月25日                 | 2.08   | 合憲     | －     | －       |
| 2022年参院選 | 2022年（令和4年）7月10日   | 2023年（令和5年）10月18日                | －     | －       | 3.03   | 合憲     |
| 2024年衆院選 | 2024年（令和6年）10月27日  |                                          |        | 未決     | －     | －       |
| 2025年参院選 | 2025年（令和7年）7月20日   |                                          | －     | －       |        | 未決     |

#### 地方選挙の最高裁判決例
| 対象選挙                       | 投票日        | 法廷       | 判決日         | 格差    | 判決     |
| ------------------------------ | ------------- | ---------- | -------------- | ------- | -------- |
| 1981年東京都議会議員選挙       | 1981年7月5日  | 第一小法廷 | 1984年5月17日  | 5.15倍  | 違法     |
| 1983年千葉県議会議員選挙       | 1983年4月10日 | 第一小法廷 | 1985年10月31日 | 6.49倍  | 違法     |
| 1985年東京都議会議員選挙       | 1985年7月7日  | 第三小法廷 | 1987年2月17日  | 3.40倍  | 違法     |
| 1987年千葉県議会議員選挙       | 1987年4月12日 | 第一小法廷 | 1989年12月18日 | 3.98倍  | 合法     |
| 1987年兵庫県議会議員選挙       | 1987年4月12日 | 第一小法廷 | 1989年12月21日 | 4.52倍  | 違法状態 |
| 1987年岡山県議会議員選挙       | 1987年4月12日 | 第一小法廷 | 1989年12月21日 | 3.445倍 | 合法     |
| 1989年東京都議会議員選挙       | 1989年7月2日  | 第三小法廷 | 1991年4月23日  | 3.09倍  | 違法     |
| 1991年愛知県議会議員選挙       | 1991年4月7日  | 第三小法廷 | 1993年10月22日 | 5.02倍  | 合憲     |
| 1991年千葉県議会議員選挙       | 1991年4月7日  | 第三小法廷 | 1993年10月22日 | 3.48倍  | 合憲     |
| 1993年東京都議会議員選挙       | 1993年6月27日 | 第二小法廷 | 1995年3月24日  | 3.52倍  | 合法     |
| 1995年名古屋市議会議員選挙     | 1995年4月9日  | 第三小法廷 | 1996年9月24日  | 1.73倍  | 合法     |
| 1997年東京都議会議員選挙       | 1997年7月6日  | 第二小法廷 | 1999年1月22日  | 3.95倍  | 合法     |
| 1999年千葉県議会議員選挙       | 1999年4月11日 | 第二小法廷 | 2000年4月21日  | 3.73倍  | 合法     |
| 2000年名古屋市議会議員補欠選挙 | 2000年7月30日 | 第三小法廷 | 2001年12月18日 | 1.81倍  | 合法     |
| 2013年東京都議会議員選挙       | 2013年6月23日 | 第一小法廷 | 2015年1月15日  | 1.92倍  | 合憲     |
| 2015年千葉県議会議員選挙       | 2015年4月12日 | 第三小法廷 | 2016年10月18日 | 2.51倍  | 合憲     |
| 2017年東京都議会議員選挙       | 2017年7月2日  | 第三小法廷 | 2019年2月5日   | 2.48倍  | 合憲     |
| 2021年東京都議会議員選挙       | 2021年7月4日  | 第二小法廷 | 2022年10月日   | 2.54倍  | 合憲     |

### アメリカ
選挙区あたりの人口数の格差はあまり問題となっておらず、むしろ党派や人種・言語間の格差について問題とされ、ゲリマンダーに関してたびたび議論が起こる。

#### 連邦上院議員
米国上院議員は、米国憲法1条第3節により、各州平等に2名が選出される。また、米国憲法5条により、この条項の改正に限っては、改憲により議席割合の減少するすべての州の同意が必要と規定されている。
当初の憲法では各州の州議会が上院議員を選出する規定になっており、下院が人頭税的なもの全てに配慮して各州の人口数に応じた下院議員によって各州の人民の意見を代弁させる仕組みであるのに対して、上院は各州平等に各州2名の上院議員によって各々の州議会あるいは各々の州民全体の意見を代弁させる仕組みとなっている。
したがって、相異なる州の上院議員同士の「1票の格差」は軽く70倍を超える場合さえあり、2017年7月1日の時点でもカリフォルニア州とワイオミング州の人口数が68倍以上違う。
ただし、憲法1条2節および憲法1条3節およびこの2つによる“偉大な妥協（Great Compromise）”に至った経緯を無視して米国上院議員選挙の在り方を問題だと論じている内に自らほぼ諦めてしまう人や、人口数の違い（「1票の格差」「投票価値の較差」）を全く無視している米国上院議員選挙の在り方を逆に楽しんでしまおうとしているような人はいる。

#### 連邦下院議員
米国下院議員は、米国憲法1条2節により、各州の人口数に大まかに比例している各州の議席数に応じて各州から選出される。
区割りは、10年ごとの国勢調査に基づき、人口数に応じた比例配分方式の1つであるヒル方式によって先ず州ごとに議席数が割り振られ、次に州ごとの定めに従って州内での区割りが調整される。
州ごとに整数の議席数を割り当てることに伴って必然的に生じる、相異なる州の下院議員同士での「1票の格差（投票価値の較差）」は、どんなに人口の少ない州でも最低1名は下院議員が選出されるという法治主義的かつ民主主義的な事情、および、そもそも人口数に応じた比例配分方式では「1票の格差（投票価値の較差）」をなくす事ができないだけでなく逆に2倍以上になってしまう事もあり得るという数学的な事情のため、各州の連邦下院議員の割当数が各州の人口数に応じたものと見做し得る限りは、何ら問題視されない。
しかしながら、連邦下院の定数は1929年の再配分法によって435で固定されており、通常、同一州で何十名もの連邦下院議員を同時に選出するため、同じ州内の各小選挙区の人口数については激しく平等性が求められる事が多い。

#### 州議会議員
なお、各州の州議会議員の場合は、州上院議員はもとより、州下院議員についても、議員1人当りの人口数が軽く100倍以上異なる事がかつては時々あったため、連邦裁判所によって是正命令が出されている。このため、連邦上院にならって人口数の全く違う各郡に同数の州上院議員議席を割り振るといったことは、州議会議員選挙では困難となった。ただし、憲法を修正して州議会議員選挙でも連邦上院と同じ様に議員1人当りの人口数に関係なく議席配分をできるようにすべきであるとイリノイ州選出の共和党の上院議員エヴァレット・ダークセンは警告している。米国建国時にベンジャミン・フランクリンも同様な事を述べている。

### イギリス

#### 上院議員
英国上院議員（貴族院議員）は、全員任命制であり、かつ、全員終身制であり、各々の出身地域の人口数や有権者数、地域配分とは全く関係なく、英国王室から任命される。
英国貴族院に定数はない。2023年11月現在、784議席である。

#### 下院議員
英国下院議員（庶民院議員）は、全員選挙制であり、かつ、全員単純小選挙区制であり、現在、英国の人口数約6,657万人に対して定数650（1議席当たりの人口数は10万2千人）が割り当てられている（「2011年議会選挙制度及び選挙区法」によって定数650から定数600に削減されることが決まっているが、新しい区割り案が遅れに遅れている）。
英国下院議員選挙の選挙区割りは、2つの条件、即ち、1）各小選挙区の登録有権者数が英国全体の平均登録有権者数の±5％以内である事、2）各小選挙区の面積が13,000平方km以内である事という2つの条件の下で、各小選挙区の有権者数を平準化する方向性で調整される。

#### 選挙区割り委員会
イギリスには、イングランド・ウェールズ・スコットランド・北アイルランドの地域ごとに、裁判官などで構成される“選挙区割り委員会（Boundary commissions）”が置かれており、少なくとも5年に1回、有権者数の変動に応じて全小選挙区の区割りが見直され、小選挙区の拡大や縮小が行なわれるという事になっている。
ただし、離島の選挙区は例外となっており、最大の格差は有権者が約2万2000人のアウターヘブリディーズ諸島選挙区と、約11万人のワイト島選挙区との間の約5倍である。これは、ワイト島住民が「本来の再編成を行った場合、ワイト島では選挙区が2分割される」として反対しているためである。
かつてイギリスでは、投票者数が極端に少ない腐敗選挙区が存在していたが、1832年に行なわれた立法措置により消滅した。
またスコットランドには4地域の区割り委員会によって意図的に多くの定数が配分されていたが、独自の議会が設置されるなど自治権が拡大され、国政上の優遇の必要がなくなったと判断されたことから、スコットランドの区割り委員会の立法措置によりスコットランドの定数は72（～2001総選挙）から59（2005総選挙～）へと減らされ、その上でイングランドと同様に平準化されることとなった。ウェールズも若干優遇されていたが、これもウェールズの区割り委員会の立法措置によってイングランドと同様に平準化されることとなった。北アイルランドは例外で、若干の優遇がある。

### フランス
下院は原則として、議員1人当りの人口数の格差が1.50倍以内になるように調整することになっている。しかし、実際には農村部などに人口数の少ない選挙区が存在し、1999年の国勢調査ではヴァル＝ドワーズ県第2区とロゼール県第2区の間に、5倍以上の格差が確認された。その後、2010年の選挙区再編によって、最大格差は2.37倍まで縮まっている（フランス本土のみでの比較値。セーヌ＝マリティーム県第6区とオート＝アルプ県第2区との間）。海外自治体と在外選挙区を含めれば、サンピエール＝エ＝ミクロン選挙区と在外フランス人第1区の差が、2019年時点で約44倍である。
上院では、エロー県の議員（定数4）とサンピエールおよびミクロン島の議員（定数1）の差が、2020年時点で約48倍である。

### ドイツ

#### 上院議員
連邦参議院は各州の代表（州の首相や閣僚など）が議論する場であり、下院（連邦議会）とは別に上院選挙や上院議員が存在するわけではない。各州は人口に応じて最低3票、最大6票の票数を持つ（逓減比例）。ゆえにブレーメン州とノルトライン＝ヴェストファーレン州の差は、約13倍となる。

#### 下院議員
選挙区画委員会は、総選挙がある度に全選挙区の1議席あたりの人口数を見直し、総選挙後の議会期の開始から15か月以内に連邦内務省に対して、区割り調整を行なう。
全人口数を選挙区数で割り、1議席あたりの人口数の平均値を求め、原則としてこの+15%から-15%に収まるように区割りがなされる。ただし、州境を超えないようにするためにやむを得ない場合などは+25%から-25%まで許容される。このため、最大格差は約1.67倍まで発生し得る。
比例ブロックは、開票後、実際に投票した者の数に比例して各比例ブロックに議席数が配分されるという仕組みになっている。このため、投票率の低いブロックの有権者1人当たりの議員数は減少し、「1票の格差（投票価値の較差）」が全くランダムに事後発生する。

### イタリア
下院はロザート法により、1.50倍以内で調整される。在外選挙区は例外で、ヴァッレ・ダオスタ選挙区（定数1）とヨーロッパ選挙区（定数3）の差が、2022年時点で約8.6倍である。
上院は2022年現在、ヴァッレ・ダオスタ選挙区とヨーロッパ選挙区で約25倍になる。

### 中華民国
台湾本島では憲法第7条の平等原則により、立法委員選挙が小選挙区制になった以降は人口の分布に応じて比較的に均等に分けられているが、人口が少ない離島部の澎湖県・金門県・連江県では同じく憲法にある「各県市から少なくとも1人」という規定により、人口を無視して配分されている。その結果、人口約1万人の連江県全県区と人口が多い宜蘭県全県区との間の一票の格差は約40倍になっている。

### イスラエル
クネセトは全国一区の比例代表制のため、議席が投票者数に比例して配分される。区割りそのものが存在しないため、一票の格差は生じない。

### オランダ
国会第二院は全国一区の比例代表制のため、議席が投票者数に比例して配分される。区割りそのものが存在しないため、一票の格差は生じない。